# Robbie Robertson (Spezialeffektkünstler)
Robbie Robertson (* 1931; † 2019) war ein Spezialist für visuelle Effekte und Drehbuchautor. 1970 wurde er mit dem Oscar für die besten visuellen Effekte für seine Arbeit am Science-Fiction-Film Verschollen im Weltraum ausgezeichnet.

## Leben
Robbie Robertson wurde 1931 geboren.
Er erstellte 1969 die Spezialeffekte zum Science-Fiction-Film Verschollen im Weltraum von John Sturges. Im Vorspann des Films wurde er dabei als Robie Robinson genannt. Für diese Arbeit wurde er bei der Oscarverleihung 1970 mit dem Oscar für die besten visuellen Effekte ausgezeichnet.
Ab Ende der 1970er Jahre entstanden diverse Drehbücher für Fernsehfilme, die von den Regisseuren Robert Greenwald und Noel Nosseck verfilmt wurden.
Angeblich im Tausch gegen eine ausstehende Mietzahlung gab Robertson seinen Oscar später an den Besitzer des Hollywood Knickerbocker Hotels, obwohl sich alle Gewinner seit 1950 verpflichten müssen, dass weder sie noch ihre Erben die Oscars verkaufen, ohne sie zunächst der Academy für einen US-Dollar anzubieten. Die Familie des Hotelbesitzers verkaufte die Statuette an den Auktionator Malcolm Willits, der sie dann 1992 bei einer Auktion zum Verkauf anbot.
Robertson starb 2019.

## Filmografie
Visuelle Effekte
- 1969: Verschollen im Weltraum (Marooned)

Drehbuch
- 1979: Lady Truckers (Flatbed Annie & Sweetiepie: Lady Truckers, Fernsehfilm)
- 1981: Return of the Rebels (Fernsehfilm)
- 1982: The First Time